# آرتورو مافی
آرتورو مافی (انگلیسی: Arturo Maffei; ۹ نوامبر ۱۹۰۹ – ۱۷ اوت ۲۰۰۶) ورزشکار دو و میدانی اهل ایتالیا بود.
از باشگاه‌هایی که در آن بازی کرده‌است می‌توان به باشگاه فوتبال فیورنتینا اشاره کرد.